# 해리어 (개)

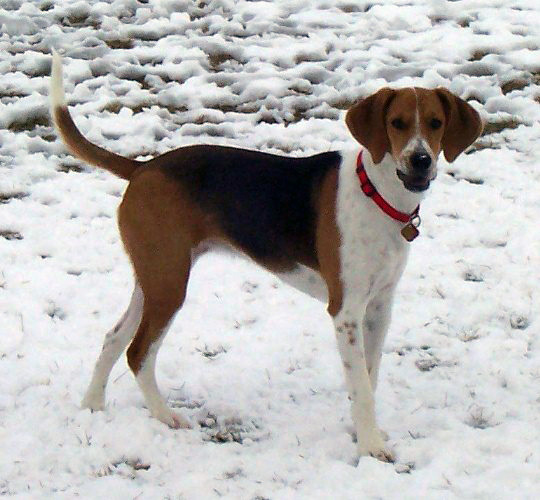
삼색 해리어

해리어(Harrier)는 중간 크기의 하운드종 사냥개이다. 해리어는 잉글리시 폭스하운드와 비슷하게 생겼는데, 잉글리시 폭스하운드 보다는 작지만, 비글만큼 작지는 않다. 사냥감을 쫓는 지구력이 매우 강해 이 개의 이름을 따서 전투기 이름도 해리어라고 지은 바가 있다. 어깨높이 48~53cm, 몸무게 18~23kg이다. 이 품종의 기대 수명은 보통 10년~12년이다. 성질이 온순하지만 독립심이 매우 강해 바쁘고 돌볼 시간이 별로 없는 사람에게 적합한 견종이다. 마치 고양이와 같은 성격을 지녔는데 매우 기분파이며 제 기분이 나쁠 때는 주인에게도 화를 내기도 한다. 제멋대로이고 애교도 없는 개지만 집을 지키는 것과 사냥개로 쓰기는 아주 적합하다.